# Черногорская капа
Черногорская капа, или просто капа (сербохорв. црногорска капа, также заврата) — черногорский национальный головной убор.

## Описание
Представляет собой низкий цилиндр; верх шапки (тепелак) плоский и красный, вокруг него чёрная кайма (деревия). Тепелак украшается пятью золотыми полосками в форме полукруга, внутри которого обычно помещается некий национальный символ: сербский крест, инициалы монарха (Н.I — Никола I Петрович), c золотыми полосками в форме полукруга, а в наше время — и герб Черногории.
В исторической области Лика в Хорватии существует шапка схожего фасона, которая также называется капа (хорв. lička kapa, серб. личка капа), но в отличие от черногорской капы, на задней стороне пришивается ряд чёрных кисточек.

## Символика
Согласно традиционной трактовке, красный тепелак символизирует кровь, пролитую на Косовом поле, чёрная деревия — память о былой сербской державе, а пять полосок — ныне оставшиеся части Сербии.

## Галерея
- Черногорская капа с инициалами Н.I на тепелаке
- Капы Николы I (справа) и его супруги
- Капы из Черногории и Лики (слева)